# Hà Văn Cử
Hà Văn Cử là một sĩ quan cao cấp của Quân đội nhân dân Việt Nam, hàm Thiếu tướng, Tư lệnh Binh chủng Hóa học.